# 菲律賓紅魴鮄
菲律賓紅魴鮄，為輻鰭魚綱鮋形目牛尾魚亞目黃魴鮄科的其中一種，分布於中西太平洋區的菲律賓海域，棲息深度可達281公尺，體長可達28公分，為底棲性魚類，屬肉食性。

## 擴展閱讀
維基物種上的相關：菲律賓紅魴鮄